# The Beast (série de televisão)
The Beast foi uma série policial, exibida pelo canal A&E Network no ano de 2009. Esta série foi o último trabalho do ator estadunidense Patrick Swayze, e foi cancelada logo após a sua morte.

## Sinopse
A série explora a vida e o trabalho do veterano do FBI Charles Barker (Patrick Swayze), que utiliza métodos nada ortodoxos, mas eficientes - e seu parceiro, o novato Ellis Doves (Travis Fimmel).
Barker conduz o treinamento de Doves com mãos de ferro, afinal, nesse trabalho, um momento de hesitação pode causar uma morte. Barker aplica técnicas controversas, geralmente ilegais, em suas tentativas de capturar criminosos, o que deixa seu parceiro inexperiente exasperado.

## Recepção da crítica
The Beast teve recepção mista por parte da crítica especializada. Com base de 25 avaliações profissionais, alcançou uma pontuação de 51% no Metacritic. Por votos dos usuários do site, atinge uma nota de 8.4, usada para avaliar a recepção do público.